# Libertad provisional
La libertad provisional o libertad bajo fianza es un término empleado en la legislación procesal penal de determinados países para referirse a la resolución judicial y al status en que queda un imputado, tras el fin de la medida cautelar personal de prisión preventiva. Es una figura típica de los sistemas procesales penales inquisitivos. Se le denomina también excarcelación provisional.
En el régimen inquisitivo, la prisión preventiva es la condición "normal" de las personas sujetas a la persecución criminal; de ahí que la libertad sea "provisional". Por lo mismo, el término ha sido objeto de críticas y ha caído en desuso en la misma medida que los Estados han sustituido sus respectivas leyes procesales penales por otras más respetuosas de las derechos fundamentales y el debido proceso.
Un ejemplo es el Código de Procedimiento Penal chileno de 1906, en el cual la resolución que sometía a proceso al inculpado lo sujetaba, además, a prisión preventiva mientras durara la investigación, salvo que, según el delito imputado, pudiere ser beneficiado con la libertad "provisional". Dicha situación se revirtió completamente con la Reforma Procesal Penal de Chile y la promulgación del Código Procesal Penal de ese país del año 2000.

## La fianza
La libertad provisional se ordena con la condición de que se otorgue una fianza que garantice que el liberado comparezca ante el Tribunal cuando le sea requerido. 
De acuerdo a las condiciones personales del peticionante y al tipo de delito por el cual es procesado el juez determina cuál es la clase de fianza que requiere y, en el caso de las fianzas personales o reales, fija también el monto de la misma.
La fianza puede ser de tres tipos:
- juratoria: consiste en que el liberado promete formalmente respetar las condiciones de su liberación;
- personal: una persona garantiza el cumplimiento de las condiciones bajo pena de ser responsable personal por el monto de la fianza;
- real: puede concretarse mediante el depósito en efectivo a la orden del Juez o en la afectación de bienes muebles o inmuebles del liberado o de un tercero cuyo valor cubra la fianza. Si son muebles quedarán bajo la custodia de un depositario y si se trata de inmuebles se anotará la medida en el registro inmobiliario que corresponda.

Si el liberado no se presenta al juez cuando se le requiere, se puede dar por perdida la fianza. Si fue un depósito de dinero, el mismo es transferido al Estado y si es personal o se afectaron cosas se promoverá ejecución hasta cubrir el monto de la fianza.